# Kosaken-Insel
Die Kosaken-Insel (ukrainisch Козацький острів/ russisch Казачий остров) ist eine Flussinsel des Dnepr im Süden der ukrainischen Hauptstadt Kiew. Auf der Insel leben viele in der roten Liste der Ukraine aufgeführten Tier- und Pflanzenarten.
Die Insel am rechten Flussufer ist ein Naturschutzgebiet und gehört administrativ zum Kiewer Stadtrajon Holossijiw. Die Länge der Insel beträgt etwa 2,8 km und die Breite beträgt etwa 780 m. Sie hat eine Fläche von 154 Hektar.
Die Kosaken-Insel liegt am alten Flussbett des Dnepr und hat viele Buchten, die einen wertvollen Nährboden für 29 Fischarten, darunter viele vom Aussterben bedrohte, bilden.
Während des Deutsch-Sowjetischen Krieges überquerten hier die Truppen der Roten Armee zur Rückeroberung Kiews den Dnepr.